# Claudia Octavia (sculpture)
Découverte à Roselle (Grosseto, Italie) dans l'augusteum (temple d'Auguste) en 1966, cette statue est aujourd'hui conservée au musée Musée archéologique et d'art de la Maremme. Réalisée en marbre de Carrare, elle représenterait Claudia Octavia, sœur de Britannicus, fille de l'empereur Claude et de son épouse Messaline.

## Identification
Charles Brian Rose propose l'identification de la statue à Claudia Octavia à partir d'une inscription très fragmentaire découverte dans le même contexte que les fouilles de 1966,. 

## Description
La statue dans sa forme actuelle est en réalité composée de deux fragments distincts : la tête et le corps. Les deux parties ont été raccordées d'après la localisation des fragments à la suite des fouilles de 1966. Ce lien entre la tête et le corps n’apparaît plus pertinent aujourd'hui. 
La tête est en réalité celle d'une petite fille de 9 ou 10 ans, identifiée comme Claudia Octavia. Le corps, drapé d'une toge, dont le bord est peint en rouge, à l'origine est celle d'un garçonnet. Cette toge prétexte, bordée de rouge pourpre est le vêtement typique des garçons pré-pubères.

## Expositions
Cette statue a été présentée lors des expositions suivantes :
- exposition Néron, du 12 avril au 18 septembre 2011, à Rome, placée dans la curie Julia[4] ;
- exposition Claude, un empereur au destin singulier, de décembre 2018 à mars 2019 au Musée des Beaux-Arts de Lyon[2].

Claudia Octavia, exposition au Musée des beaux-arts de Lyon
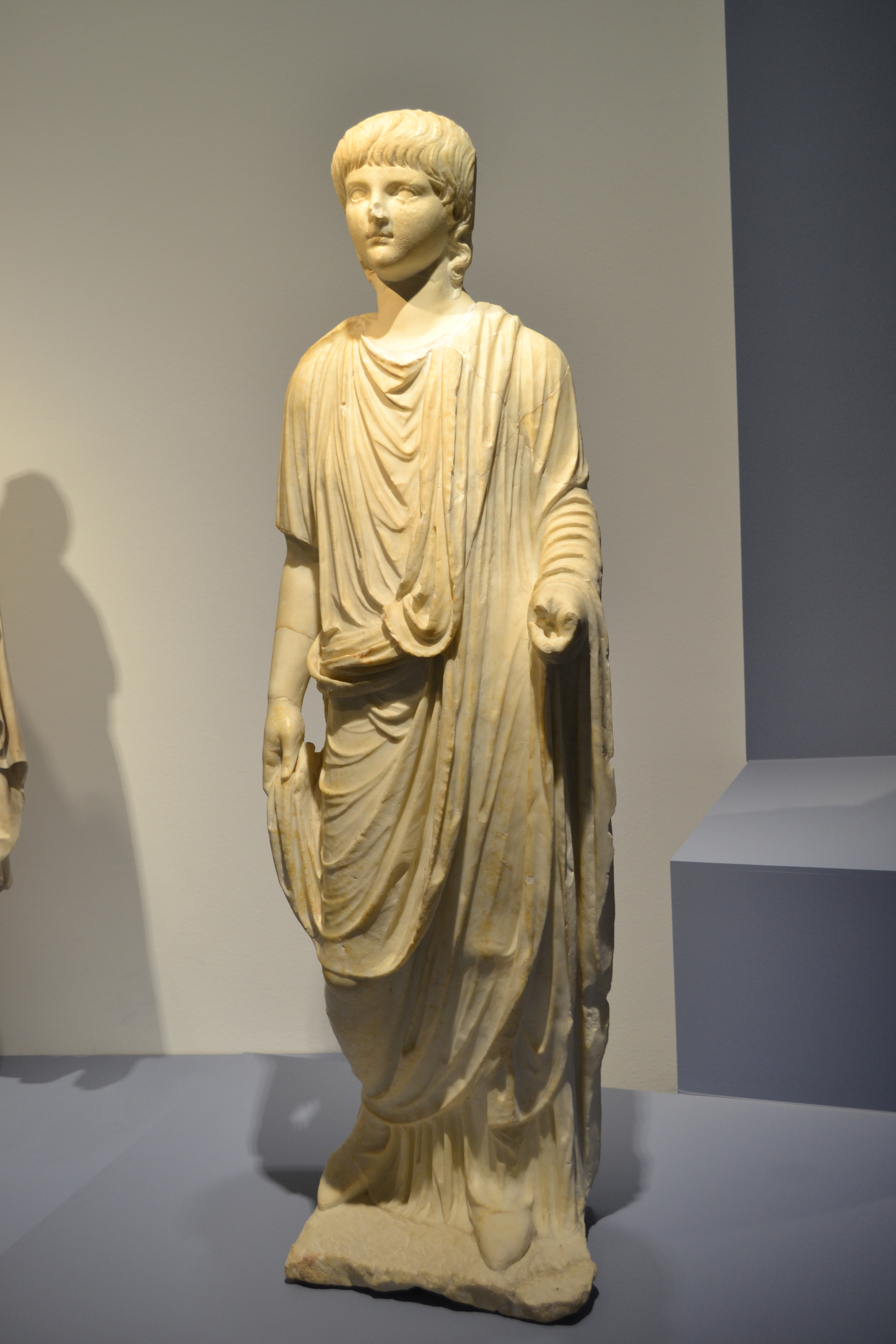
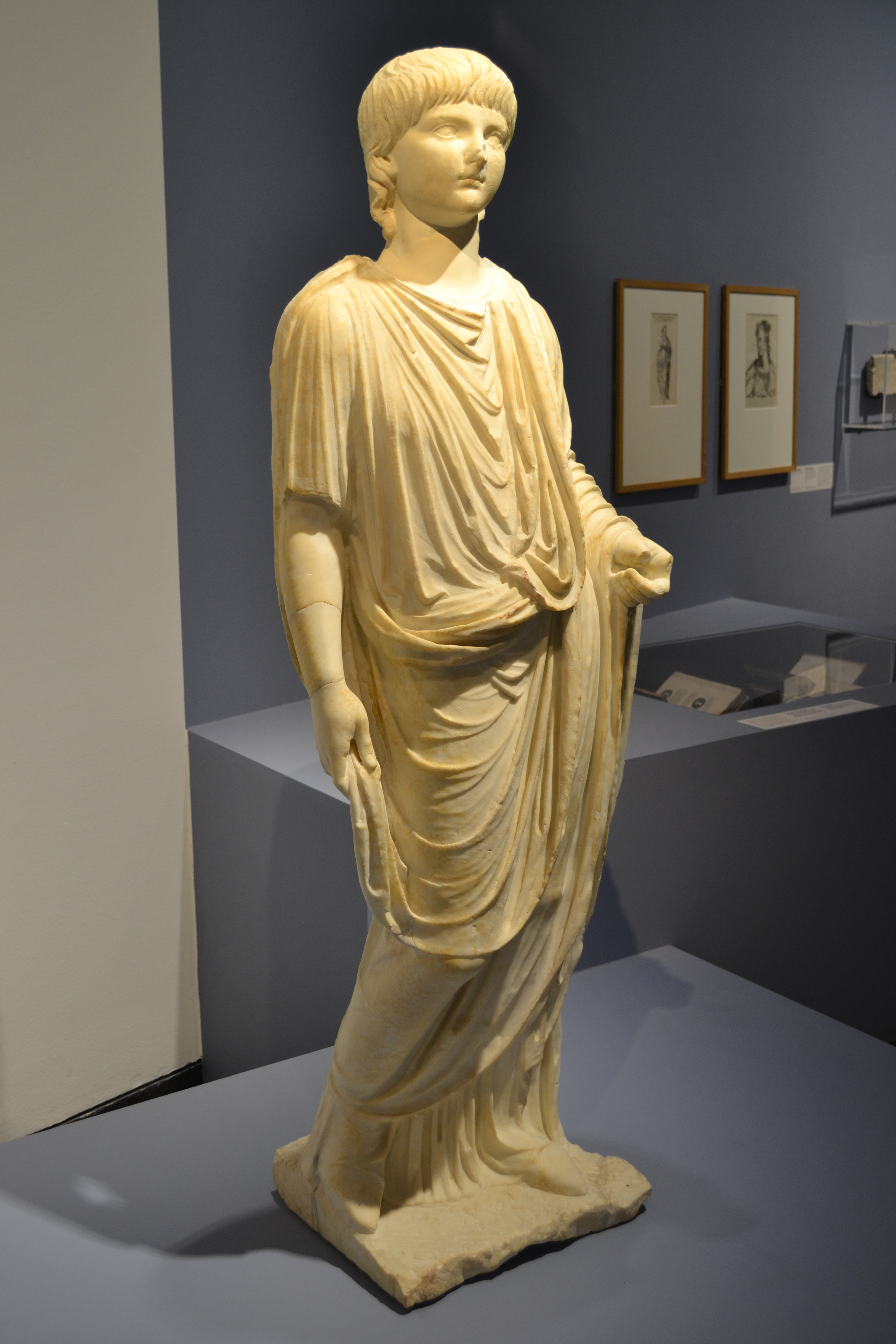
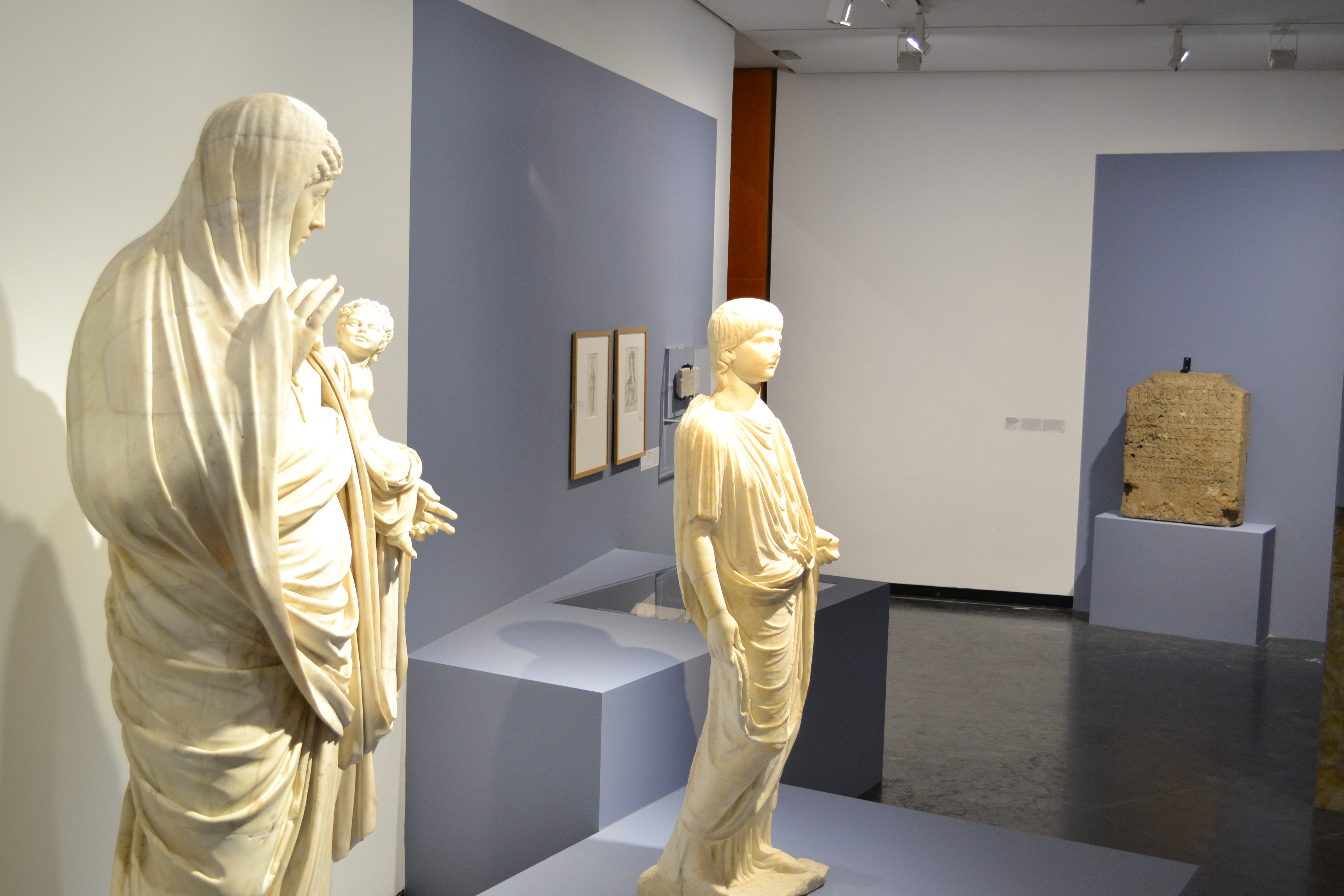
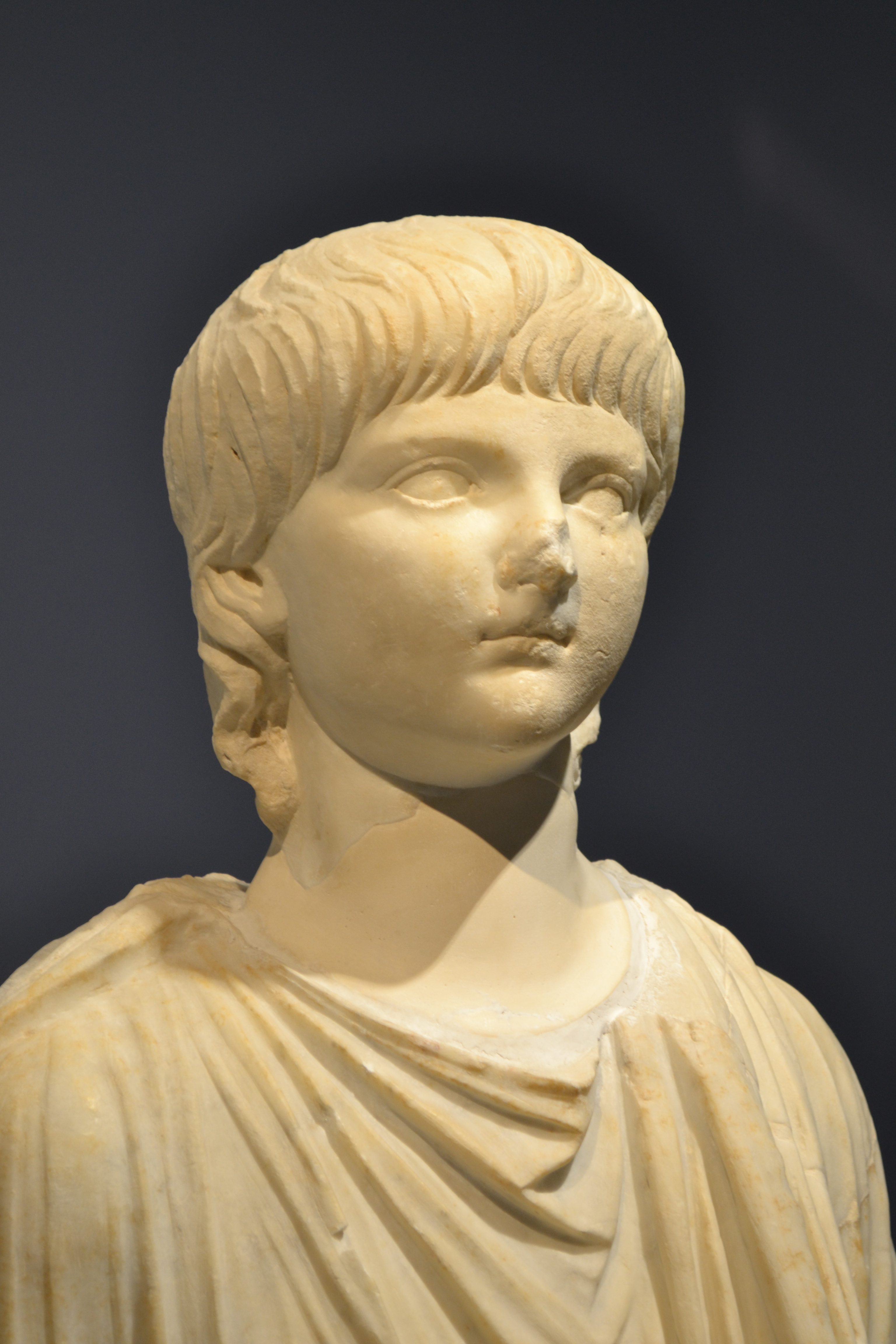